# Svarttjärnen (Ockelbo socken, Gästrikland, 675899-152350)
Svarttjärnen är en sjö i Ockelbo kommun i Gästrikland och ingår i Testeboåns huvudavrinningsområde.